# Hypositta
Hypositta es un género de ave de la familia Vangidae. En un principio era monotípico pero pronto se le añadió una segunda especie, de existencia dudosa. 
Estas son:
- Hypositta corallirostris, vanga trepador.
- Hypositta perdita.